# روينا روبرتس
روينا روبرتس (بالإنجليزية: Rowena Roberts)‏ هي لاعبة جمباز فني بريطانية، ولدت في 14 مايو 1977 في سري في المملكة المتحدة.

## وصلات خارجية
- روينا روبرتس على موقع أوليمبيديا (الإنجليزية)